# Turraeanthus africana
Turraeanthus africana là một loài thực vật có hoa trong họ Meliaceae. Loài này được (Welw. ex C.DC.) Pellegr. miêu tả khoa học đầu tiên năm 1911.